# N374 (België)
De N374 is een gewestweg in de Belgische provincie West-Vlaanderen. De weg verbindt Brugge met Westkapelle, een deelgemeente van Knokke-Heist. De weg heeft een totale lengte van ongeveer 14 kilometer.

## Traject
De N374 loopt vanaf de N9 naar de R30 (ring Brugge) in noordoostelijke richting een stukje parallel met de Damse Vaart. Na een stuk door de polders worden het Schipdonkkanaal, het Leopoldkanaal en de N376 in Westkapelle gekruist. Verder wordt de N376a gekruist en eindigt aan de kruising met de N49.